# Hay-Herrán-verdrag

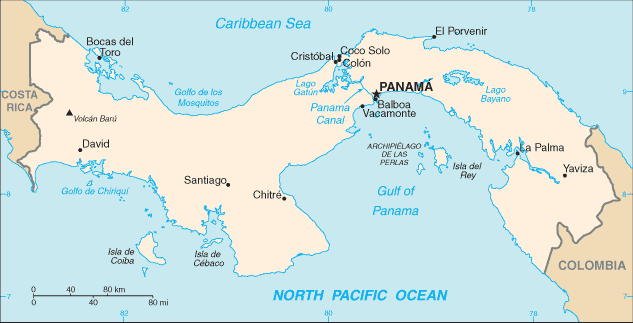
Panama met Panamakanaal

Het Hay-Herrán-verdrag (Engels: Hay-Herrán Treaty) werd getekend op 22 januari 1903 door de Amerikaanse minister van Buitenlandse zaken John Hay en Tomás Herrán, een diplomaat van Colombia. In het verdrag werden de zaken geregeld met betrekking tot de aanleg van een kanaal door Panama. De Verenigde Staten hebben het verdrag geratificeerd, maar de senaat van Colombia wees het unaniem af. Door de afwijzing werd de afscheiding van Panama van Groot-Colombia onvermijdelijk.

## Inleiding
Na het faillissement in 1889 van de Franse maatschappij, Compagnie Universelle du Canal Interocéanique, om een kanaal door Panama te graven, ondernamen de curatoren pogingen de bezittingen van de oude Compagnie te verkopen. De waarde van het materieel in Panama, inclusief de Panamaspoorweg, werd destijds geschat op ongeveer US$ 100 miljoen. De Amerikanen hadden aanvankelijk geen belangstelling, maar na de dood van president William McKinley nam de interesse sterk toe. Zijn opvolger, Theodore Roosevelt, zag een belangrijke rol voor de Amerikaanse marine en een kanaal door Panama zou de positie van de Verenigde Staten op zee versterken.
In 1902 werd, na een uitvoerige discussie in de Amerikaanse senaat en huis van afgevaardigden, een keuze gemaakt uit twee voorstellen voor een kanaal van de Atlantische Oceaan naar de Grote Oceaan. Het voorstel om een kanaal door Nicaragua te bouwen viel af. Deze zogenaamde Panama-wet machtigde de Amerikaanse regering om met Colombia te onderhandelen over de voorwaarden om een kanaal door Panama aan te leggen. Van de Colombiaanse zijde werden de onderhandeling gevoerd door Tomás Herrán, een zestig jaar oude carrièrediplomaat.

## Verdrag Hay-Herrán

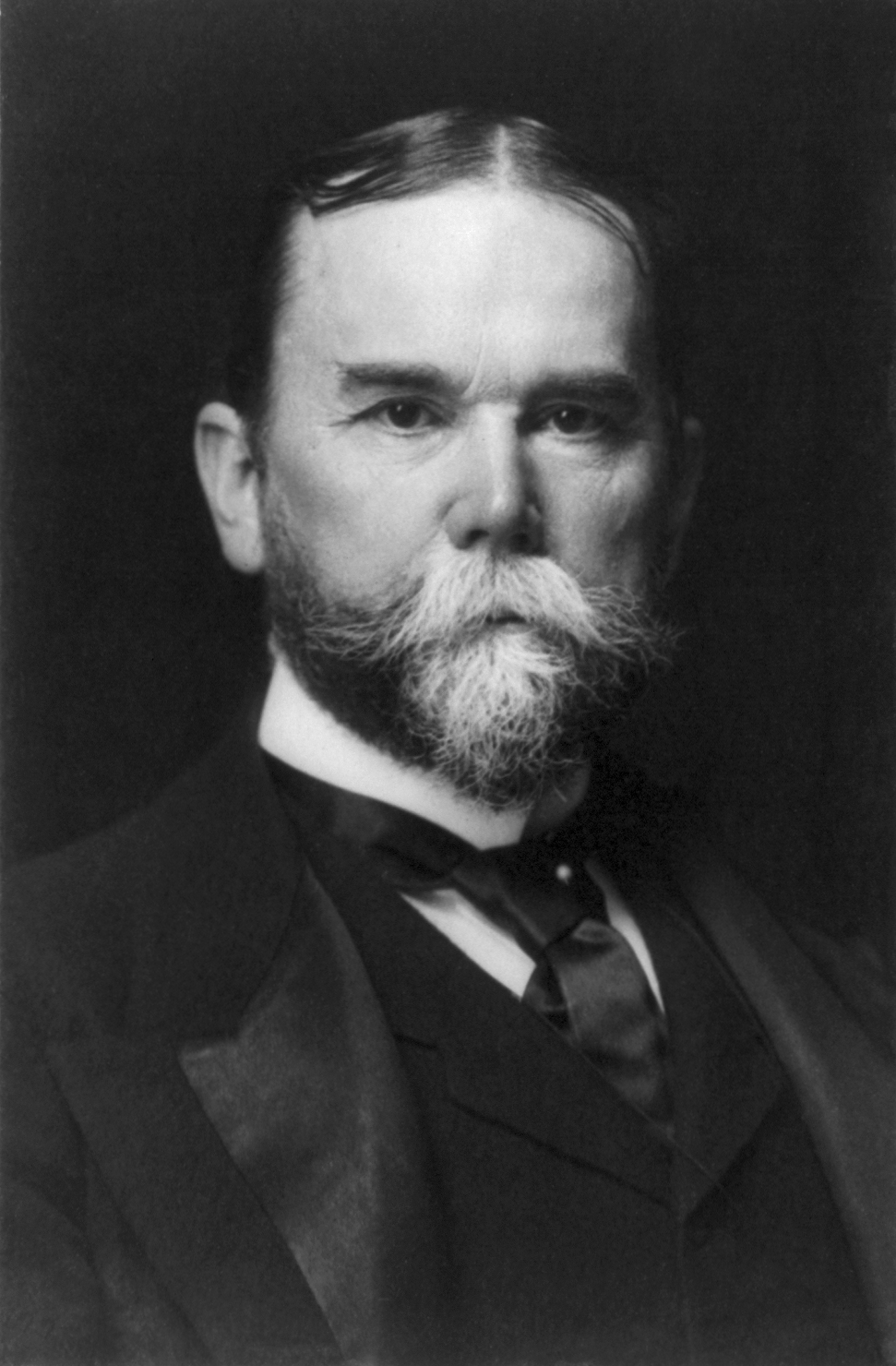
John Hay

Eind 1902 begonnen de onderhandelingen. Er waren twee belangrijke zaken die geregeld moesten worden, namelijk: Groot-Colombia weigerde de concessie, die aan de Franse maatschappij was verstrekt en volgens plan door de Amerikanen zou worden overgenomen, zonder betaling over te dragen. De Amerikanen verlangden verder een hoge mate van soevereiniteit over de kanaalzone die de Colombianen niet wilden toestaan. Eerder hadden de Verenigde Staten militairen aan land gezet om de Panamaspoorweg te verdedigen en dit was duidelijk bij de Colombianen verkeerd gevallen.
Reeds begin 1903 begon het geduld van de Amerikanen op te raken. Op 21 januari werd een ultimatum gesteld; zouden de onderhandelingen niet tot resultaten leiden dan zou alsnog met de bouw van een kanaal door Nicaragua worden gestart. Een dag na het aflopen van dit ultimatum, ondertekende Groot-Colombia op 22 januari 1903 het verdrag.
In het verdrag was vastgelegd dat de Verenigde Staten de controle kreeg over een corridor van 10 kilometer breed langs het kanaal van Colon naar Panama-Stad. Alleen beide steden bleven buiten de Amerikaanse invloedssfeer. Dit zou gelden voor een periode van 100 jaar, met een optie het verdrag te verlengen. Colombia behield de formele soevereiniteit en was verantwoordelijk voor politie en civiel bestuur. Tot slot zou Colombia een eenmalig bedrag van US$ 10 miljoen ontvangen voor de overdracht van de Franse concessie en US$ 250.000 per jaar voor de pacht van het kanaal.

## Ratificatie
De Verenigde Staten ratificeerden het verdrag onmiddellijk, maar in Colombia was de senaat fel tegen. Niet allen de overdracht van soevereiniteit, maar ook het lage bedrag voor de pacht van zoveel land werd als onvoldoende beschouwd. De Amerikanen waren gefrustreerd en lieten doorschemeren dat de afscheiding van Panama van Groot-Colombia een mogelijkheid was indien het verdrag niet zou worden geratificeerd. Ondanks dit dreigement verwierp de Colombiaanse senaat op 12 augustus 1903 unaniem het Hay-Herrán-verdrag.

## Naslagwerk
- Het Panamakanaal, Christopher Ward, Uitgeverij De Bataafse Leeuw, Amsterdam 1991